# Rafael Muñoz Aldrete
Rafael Muñoz Aldrete (San Miguel el Alto, Jalisco, México, 24 de octubre de 1929 - Ciudad Juárez, Chihuahua, México, 2 de enero de 2002) fue un actor enano mexicano más conocido como El Enano Santanón debido a su diminuta estatura.
Los roles que le dieron fama fueron caracterizaciones de personajes de películas infantiles con ayuda de disfraces de cuerpo entero, como El Zorrillo Apestoso, un zorrillo que se añadió a la historia tradicional de Caperucita Roja en las versiones de cine mexicano, y cuya voz fue doblada por María Eugenia Avendaño en sus cuatro películas: La Caperucita Roja (1960), Caperucita y sus tres amigos (1961), Los Espadachines de la Reina (estrenada en 1961 y la cual no se relaciona con las anteriores sino más bien con el argumento de Los tres mosqueteros) y Caperucita y Pulgarcito contra los monstruos (1962). 
También se caracterizó de El Gato en el filme El Gato con Botas (1961), pero contando con la voz de Julio Lucena.
Muñoz fue considerado uno de los mejores actores enanos mexicanos (junto con José René Ruiz Martínez "Tun Tun" y Margarito Esparza).

## Biografía

### Infancia
Nació el 24 de octubre de 1929 en San Miguel el Alto, Jalisco. Arribó a Ciudad Juárez, Chihuahua a la edad de 6 años con sus padres y hermanos. Durante su niñez trabajó en los campos agrícolas cosechando algodón. A los 12 años comienza a trabajar en la carpa cultural "El Encanto". Continuamente se dedicó a vender en las calles de Juárez artesanías producidas por los reclusos en la cárcel local.

### Carrera artística
Se dedicó de nuevo a la actuación cuando llegó la compañía de Paco Miller, quien necesitaba de un actor enano para complementar su espectáculo. Desde ese momento inició su carrera artística.
Participó en más de 84 filmes, siendo Recuerdos de mi valle (1944), su debut en pantalla. De su filmografía es sobresaliente La Caperucita Roja (y sus secuelas), una versión cinematográfica mexicana de Caperucita Roja, donde trabajó al lado de Manuel Valdés y María Gracia "La Niña México".
También participó en filmes con El Santo como Santo contra el rey del crimen (1962) y Santo El Enmascarado de Plata y Blue Demon contra los monstruos (1970), donde como el nombre indica, también participó el luchador profesional Blue Demon.
Para 1971 trabaja con María Félix, en la cinta La Generala.
Otros de sus roles fílmicos destacados fueron el papel de Enano en la co–producción México-Estados Unidos, The Fear Chamber (1972), donde compartió créditos con Boris Karloff, Julissa e Isela Vega. Es también en 1972, cuando interpretó a Juan Rivas en el drama Padre nuestro que estás en la tierra.
Su última película, El jugador de ajedrez (1979), dirigida por el cineasta francés Juan Luis Buñuel, hijo de Luis Buñuel, mantuvo marcada participación de actores mexicanos como Diana Bracho y Julio Lucena.

### Retiro
Santanón se retiró del cine a principios de los años 1980s por razones desconocidas.
Para octubre de 1997, comienza a pasar sus últimos años de vida en el asilo “San Rafael” de Ciudad Juárez y recibiendo una pensión de $600.00 pesos mensuales de parte de la Asociación Nacional de Actores.
Durante su estadía en el asilo, les relataba a sus compañeros sus anécdotas, experiencias y vivencias del cine y del espectáculo.

“Le tengo miedo a la soledad.” - Santanón durante su estadía en el asilo.

### Fallecimiento
Santanón falleció el miércoles 2 de enero de 2002, a los 72 años de edad, durante su estancia en el asilo “San Rafael” de Ciudad Juárez, Chihuahua a las 1.20 a causa de un infarto agudo de miocardio.
Durante una entrevista vía telefónica, la directora del inmueble, Clara Sanz aclaró que ya sufría de malestares cardiacos, señalando los cuatro años y dos meses aproximados que estuvo en el asilo y la manera en cómo se entretenía con sus compañeros de la tercera edad, entre quiénes fue gratamente reconocido.
El viernes 4 de enero de ese año se le realizó una misa a las 12:00  en la iglesia de San Juan de los Lagos de dicha ciudad. Posteriormente, fue sepultado por la tarde en el panteón Jardines Eternos, de Ciudad Juárez, Chihuahua.

## Filmografía parcial
| Año  | Título de la película                                           | Rol                  | Otras notas                                           |
| ---- | --------------------------------------------------------------- | -------------------- | ----------------------------------------------------- |
| 1946 | Recuerdos de mi valle                                           |                      |                                                       |
| 1960 | La Caperucita Roja                                              | El Zorrillo Apestoso | Actor dentro del traje; voz de María Eugenia Avendaño |
| 1961 | Caperucita y sus tres amigos                                    | El Zorrillo Apestoso | Actor dentro del traje; voz de María Eugenia Avendaño |
| 1961 | El Gato con Botas                                               | El Gato              | Actor dentro del traje; voz de Julio Lucena           |
| 1961 | Los Espadachines de la Reina                                    | El Zorrillito        | Actor dentro del traje; voz de María Eugenia Avendaño |
| 1962 | El Asesino Enmascarado                                          | El Enano             |                                                       |
| 1962 | Caperucita y Pulgarcito contra los monstruos                    | El Zorrillo          | Actor dentro del traje; voz de María Eugenia Avendaño |
| 1962 | Santo contra el rey del crimen                                  |                      |                                                       |
| 1963 | Aventuras de las hermanas X                                     |                      |                                                       |
| 1963 | Las vengadoras enmascaradas                                     |                      |                                                       |
| 1964 | Vuelve el Norteño                                               |                      |                                                       |
| 1964 | Las Hijas del Zorro                                             | Enano                | Sin créditos en la película                           |
| 1968 | El Satánico                                                     |                      |                                                       |
| 1969 | Valentín Armienta el vengador                                   |                      |                                                       |
| 1969 | Enigma de muerte                                                | Payaso enano         |                                                       |
| 1970 | Santo El Enmascarado de Plata y Blue Demon contra los monstruos | Waldo                |                                                       |
| 1971 | La Generala                                                     | Ismael               |                                                       |
| 1971 | La Muerte Viviente                                              | Enano                |                                                       |
| 1972 | Por eso                                                         |                      |                                                       |
| 1972 | Padre nuestro que estás en la tierra                            | Juan Rivas           |                                                       |
| 1972 | The Fear Chamber                                                | Enano                | Coproducción México-EE. UU.                           |
| 1973 | Nosotros los feos                                               |                      |                                                       |
| 1975 | La montaña del Diablo                                           | El Enano             |                                                       |
| 1977 | Somos del otro Laredo                                           | Pluma Verde          |                                                       |
| 1978 | Las Noches de Paloma                                            | Matías               |                                                       |
| 1979 | Milagro en el circo                                             |                      |                                                       |
| 1980 | El Árabe                                                        |                      | Serie televisiva                                      |
| 1981 | Histoires extraordinaires: Le joueur d'échecs de Maelzel        | Le nain Kronstadt    | Película de televisión francesa                       |
| 1981 | El jugador de ajedrez                                           | El Autómata          |                                                       |